# Николаевка (Красносвободненский сельсовет)
Николаевка — упразднённая деревня в Тамбовском районе Тамбовской области России. Входила в состав сельского поселения Красносвободненский сельсовет. В 2023 году включена в состав укрупненного села Красносвободное.

## География
Расположена в центральной части региона, на берегу реки Большая Липовица, примыкая к западной окраине села Красносвободное, в 12 км к юго-востоку от Тамбова.

## История
В соответствии с Законом Тамбовской области от 17 сентября 2004 года № 232-З деревня входит в состав муниципального образования «Красносвободненский сельсовет».

## Население
| 2002 | 2010 |
| ---- | ---- |
| 139  | ↗257 |

## Инфраструктура
Личное подсобное хозяйство. Красносвободненская Санаторная школа-интернат.

## Транспорт
Деревня доступна автотранспортом. Ближайшая остановка общественного транспорта «Интернат» расположена у окраины деревни.
В направление на восток в трёх километрах трасса Р193 Тамбов—Воронеж, в пяти автомагистраль М6 «Каспий».